# سیگوئینونگین

سیگوئینونگین شهری در شهرستان سولنزو در استان بانوا در بورکینافاسوی غربی است و جمعیت آن ۳,۶۸۳ نفر است.